# Still Alice
Still Alice (tiếng Việt: Vẫn là Alice) là một bộ phim chính kịch Mỹ được sản xuất vào năm 2014, đồng đạo diễn và biên kịch bởi Richard Glatzer và Wash Westmoreland, dựa trên cuốn tiểu thuyết bán chạy cùng tên của tác giả Lisa Genova, xuất bản năm 2007. Đóng vai chính trong phim là Julianne Moore trong vai Alice Howland, một giáo sư chuyên ngành ngôn ngữ học ở Đại học Columbia mắc phải bệnh Alzheimer sớm. Alec Baldwin đóng vai người chồng của Alice, và Kristen Stewart, Kate Bosworth và Hunter Parrish lần lượt vào vai những người con Lydia, Anna và Tom.
Still Alice được công chiếu trên toàn thế giới tại Liên hoan phim quốc tế Toronto vào ngày 8 tháng 9 năm 2014. Bộ phim nhận được sự hoan nghênh từ phía các nhà phê bình, đặc biệt là Moore, cô đã đoạt nhiều giải thưởng lớn trong đó có Giải Oscar cho nữ diễn viên chính xuất sắc nhất, Giải BAFTA cho nữ diễn viên chính xuất sắc nhất, Giải Quả cầu vàng cho nữ diễn viên phim chính kịch xuất sắc nhất, Giải SAG cho nữ diễn viên chính xuất sắc nhất và Giải BFCA cho nữ diễn viên chính xuất sắc nhất.

## Nội dung
- Lưu ý: Nội dung sau đây có thể cho biết trước tác phẩm.

Tiến sĩ Alice Howland (Julianne Moore), giáo sư ngành ngôn ngữ học ở Đại học Columbia, vừa kỉ niệm sinh nhật lần thứ 50 của mình với người chồng là tiến sĩ vật lý John (Alec Baldwin) cùng 3 đứa con đã trưởng thành. Trong một lần diễn thuyết, Alice đột nhiên quên mất cụm từ "thuật ngữ", và trong khi chạy bộ thì cô đã bị lạc ở khuôn viên trường đại học. Bác sĩ của cô chẩn đoán rằng, cô đã bị mắc phải bệnh Alzheimer di truyền sớm.
Đứa con lớn nhất của cô, Anna (Kate Bosworth), sau khi kiểm tra thì phát hiện cô dương tính với gen Alzheimer; trong khi 2 đứa con sinh đôi trong bụng cô thì âm tính cũng như người con trai Tom của Alice (Hunter Parrish), là một bác sĩ thực tập. Nhưng người con út Lydia (Kristen Stewart), một diễn viên đầy tham vọng, thì lại từ chối việc kiểm tra.
Alice cố gắng ghi nhớ các từ mà cô viết lên bảng và tự hỏi bản thân những câu hỏi riêng tư trên điện thoại để mỗi sáng hôm sau thức dậy, cô có thể tự trả lời chúng. Cô giấu thuốc ngủ trong phòng và quay lại một video clip, nhằm chỉ dẫn con người tương lai của cô tự tử khi cô không còn nhớ một tí gì và không còn có thể trả lời được những câu hỏi nữa. Bệnh càng ngày càng trở nặng dẫn đến việc cô mất việc, không thể tập trung diễn thuyết được. Cô không biết nhà tắm trong nhà mình ở đâu, và không nhận ra Lydia sau khi xem con mình diễn một vở kịch.
John được chuyển công tấc về Mayo Clinic ở Minnesota. Alice đề nghị anh hoãn lại, nhưng dường như đó là điều không thể. Và theo lời gợi ý của bác sĩ, Alice phát biểu suy nghĩ của mình ở một hội nghị bệnh Alzheimer về những trải nghiệm của cô trong khi mắc bệnh, và cô phải dùng bút dạ quang để tự nhắc cô dòng nào đã đọc rồi để tránh việc lặp lại, và sau đó cô nhận được những tràng pháo tay từ mọi người.
Alice bắt đầu gặp khó khăn khi tự trả lời những câu hỏi trong điện thoại và khó có thể phát âm chúng đúng cách. Cô làm mất điện thoại, và cô cảm thấy lo lắng tột cùng; nhưng rồi một tháng sau chồng cô tìm thấy nó. Alice tới bệnh viện thăm hai đứa bé sinh đôi mới sinh của Anna, chúng là cháu ngoại của Alice, nhưng cô không thể nhớ Anna là ai. Sau một lần chat video với Lydia, cô tình cờ mở đoạn clip hướng dẫn cách tự tử mà cô tự quay hồi trước. Cô cũng gặp khó khăn đôi chút và đã toan uống những viên thuốc đó, nhưng bị gián đoạn bởi người chăm nom của cô tới, những viên thuốc rơi xuống sàn.
John quyết định chuyển tới Minnesota, và Lydia rời California về lại nhà để chăm sóc cho người mẹ bệnh nặng. Lydia đọc cho mẹ cô nghe một đoạn trong vở kịch Angels in America và hỏi mẹ cô vở kịch nói về chuyện gì. Alice, lúc này khả năng nói đã bị mất đi trầm trọng, trả lời chỉ với một từ duy nhất: love (tình yêu).

## Diễn viên
- Julianne Moore trong vai Alice Howland
- Alec Baldwin trong vai John Howland
- Kristen Stewart trong vai Lydia Howland
- Kate Bosworth trong vai Anna Howland-Jones
- Hunter Parrish trong vai Tom Howland
- Shane McRae trong vai Charlie Jones
- Stephen Kunken trong vai Benjamin
- Victoria Cartagena trong vai Giáo sư Hooper
- Seth Gilliam trong vai Frederic Johnson
- Daniel Gerroll trong vai Eric Wellman
- Erin Darke trong vai Jenny
- Kristin Macomber trong vai Anne
- Caridad Montanez trong vai Elena

## Sản xuất
Bộ phim được sản xuất bởi Lex Lutzus và James Brown của công ty Lutzus/Brown với Pamela Koffer từ công ty Killer Films, đồng sản xuất bởi nhà báo, tác giả Mỹ Maria Shiver, Christine Vachon từ Killer Films và Declan Baldwin từ Big Indie Pictures.
Bộ phim bấm máy vào ngày 3 tháng 3 năm 2014 ở Thành phố New York. Các cảnh được quay ở Phố 162, nằm giữa Edgecombe và Amsterdam ở New York cũng như được quay ở Đại học Columbia, Lido Beach và Dobbs Ferry, cũng ở New York. Phim đóng máy vào đầu tháng 4.

## Phát hành
Sony Pictures Classics mua bản quyền phân phối bộ phim vào ngày 11 tháng 9 năm 2014. SPC cho bộ phim được chiếu 1 tuần ở một số rạp phim để đáp ứng đủ điều kiện cho giải Oscar năm tới, bắt đầu từ ngày 5 tháng 12. Bộ phim được chiếu rộng rãi hơn vào ngày 16 tháng 1 năm 2015. Ngày 27 tháng 2 năm 2015, bộ phim được chiếu ở toàn nước Mỹ.

### Scandal rò rỉ bản quyền
Bộ phim là một phần của vụ hack thông tin mật của Sony Entertainment. Theo đó, bộ phim đã bị lộ ra, và xuất hiện trên các trang chia sẻ file vào ngày 27 tháng 11 năm 2014, trước ngày ra mắt công chúng hơn 1 tháng. Ngoài ra còn có bộ phim Fury và 3 bộ phim khác vào thời điểm đó chưa được ra mắt (Annie, Mr. Turner và To Write Love on Her Arms). Trong vòng 3 ngày bị rò rỉ trên internet, số lượt downloaad trái phép bộ phim Still Alice đã lên tới con số 103,832 lượt từ các địa chỉ IP khác nhau.

## Tiếp nhận

### Doanh thu
Tính đến ngày 26 tháng 4 năm 2015, bộ phim đã thu về $18,656,400 tại Bắc Mỹ. Các thị trường quốc tế khác, tính đến ngày 27 tháng 6, thu về khoảng $23 triệu đô la Mỹ.

### Tiếp nhận từ các nhà phê bình
Still Alice công chiếu tại Liên hoan phim quốc tế Toronto 2014 và nhận được những ý kiến tích cực, nhấn mạnh ở vai diễn của Julianne Moore. Trang đánh giá Rotten Tomatoes có 89% các nhà phê bình cho bộ phim một phản hồi tích cực trên 156 bài đánh giá, với số điểm trung bình 7.5/10. Trang này viết, "Hấp dẫn bởi màn trình diễn thú vị của Julianne Moore, Still Alice là một bộ phim làm bạn phải động lòng, nó tôn lên đề tài một cách tinh tế cùng sự dũng cảm và lòng nhạy cảm." Trên Metacritic, bộ phim đạt được số điểm 72/100, đánh giá là "hoàn toàn ưa thích" từ các nhà phê bình. Ủy ban Quốc gia về Phê bình Điện ảnh cho bộ phim vào danh sách 10 phim độc lập hay nhất năm 2014.
Deborah Young từ The Hollywood Reporter nói bộ phim "ấm áp tình người, động lòng nhưng rất đau đớn" và khẳng định vai diễn này đã "nâng sự nghiệp của Julianne Moore lên một tầm cao mới". Young cũng hoan nghênh về lối chỉ đạo diễn xuất, viết rằng "các đạo diễn đã giải quyết thành công chủ đề mà sự tiếp cận dè dặt là cách bảo đảm tốt nhất khỏi niềm đa cảm uỷ mị. Những chi tiết cuối của bộ phim, một sự đương đầu đắng cay giữa hai thế hệ mà Moore đã lột tả xuất sắc và nhận ra được chiều sâu từ bên trong con người của Stewart."

## Giải thưởng
Với màn hoá thân và vai Giáo sư Alice Howland, Julianne Moore đã đoạt vô số giải thưởng, bao gồm cả Giải Oscar cho nữ diễn viên chính xuất sắc nhất cùng nhiều giải thưởng khác. Moore trở thành nữ diễn viên thứ 7 và là diễn viên thứ 14 đoạt cả năm giải Oscar, BAFTA, Quả cầu vàng, SAG và Sự lựa chọn của nhà phê bình cho một màn trình diễn.
| Giải thưởng cho Still Alice                          | Giải thưởng cho Still Alice                | Giải thưởng cho Still Alice | Giải thưởng cho Still Alice |
| Giải thưởng                                          | Hạng mục                                   | Người nhận giải             | Kết quả                     |
| ---------------------------------------------------- | ------------------------------------------ | --------------------------- | --------------------------- |
| Giải Oscar                                           | Nữ diễn viên chính xuất sắc nhất           | Julianne Moore              | Đoạt giải                   |
| Alliance of Women Film Journalists                   | Nữ diễn viên chính xuất sắc nhất           | Julianne Moore              | Đoạt giải                   |
| AACTA International Awards                           | Nữ diễn viên chính xuất sắc nhất           | Julianne Moore              | Đoạt giải                   |
| Giải BAFTA                                           | Nữ diễn viên chính xuất sắc nhấte          | Julianne Moore              | Đoạt giải                   |
| Chicago Film Critics Association Awards              | Nữ diễn viên chính xuất sắc nhất           | Julianne Moore              | Đoạt giải                   |
| Giải BFCA                                            | Nữ diễn viên chính xuất sắc nhất           | Julianne Moore              | Đoạt giải                   |
| Dallas–Fort Worth Film Critics Association           | Nữ diễn viên chính xuất sắc nhất           | Julianne Moore              | Runner-up                   |
| Detroit Film Critics Society                         | Nữ diễn viên chính xuất sắc nhất           | Julianne Moore              | Đề cử                       |
| Dorian Awards                                        | Nữ diễn viên chính xuất sắc nhất           | Julianne Moore              | Đoạt giải                   |
| Florida Film Critics Circle                          | Nữ diễn viên chính xuất sắc nhất           | Julianne Moore              | Runner-up                   |
| Giải Quả cầu vàng                                    | Nữ diễn viên phim chính kịch xuất sắc nhất | Julianne Moore              | Đoạt giải                   |
| Georgia Film Critics Association                     | Nữ diễn viên chính xuất sắc nhất           | Julianne Moore              | Đề cử                       |
| Gotham Independent Film Awards                       | Nữ diễn viên chính xuất sắc nhất           | Julianne Moore              | Đoạt giải                   |
| Hollywood Film Awards                                | Nữ diễn viên chính xuất sắc nhất           | Julianne Moore              | Đoạt giải                   |
| Houston Film Critics Society Awards                  | Nữ diễn viên chính xuất sắc nhất           | Julianne Moore              | Đoạt giải                   |
| Giải Tinh thần độc lập                               | Nữ diễn viên chính xuất sắc nhất           | Julianne Moore              | Đoạt giải                   |
| International Cinephile Society Awards               | Nữ diễn viên chính xuất sắc nhất           | Julianne Moore              | Runner-up                   |
| London Film Critics Circle Awards                    | Nữ diễn viên chính xuất sắc nhất           | Julianne Moore              | Đoạt giải                   |
| Los Angeles Film Critics Association Awards          | Nữ diễn viên chính xuất sắc nhất           | Julianne Moore              | Runner-up                   |
| MPSE Golden Reel Awards                              | Feature English Language – Dialogue/ADR    | Javier Bennassar            | Đề cử                       |
| National Board of Review Awards                      | Nữ diễn viên chính xuất sắc nhất           | Julianne Moore              | Đoạt giải                   |
| National Board of Review Awards                      | Top 10 phim độc lập                        | Still Alice                 | Đoạt giải                   |
| Online Film Critics Society Awards                   | Nữ diễn viên chính xuất sắc nhất           | Julianne Moore              | Đề cử                       |
| Palm Springs International Film Festival             | Desert Palm Achievement Award              | Julianne Moore              | Đoạt giải                   |
| San Francisco Film Critics Circle Awards             | Nữ diễn viên chính xuất sắc nhất           | Julianne Moore              | Đoạt giải                   |
| Giải Vệ tinh                                         | Nữ diễn viên chính xuất sắc nhất           | Julianne Moore              | Đoạt giải                   |
| Giải SAG                                             | Nữ diễn viên chính xuất sắc nhất           | Julianne Moore              | Đoạt giải                   |
| St. Louis Gateway Film Critics Association           | Nữ diễn viên chính xuất sắc nhất           | Julianne Moore              | Đề cử                       |
| Toronto Film Critics Association Awards              | Nữ diễn viên chính xuất sắc nhất           | Julianne Moore              | Runner-up                   |
| Washington D.C. Area Film Critics Association Awards | Nữ diễn viên chính xuất sắc nhất           | Julianne Moore              | Đoạt giải                   |
| Women Film Critics Circle                            | Nữ diễn viên chính xuất sắc nhất           | Julianne Moore              | Đoạt giải                   |
| Women Film Critics Circle                            | Courage in Acting                          | Julianne Moore              | Đoạt giải                   |

## Liên kết ngòi
- Still Alice trên Internet Movie Database
- Still Alice tại TCM Movie Database
- Still Alice tại Box Office Mojo
- Still Alice tại Rotten Tomatoes
- Still Alice tại Metacritic

Bản mẫu:Lisa Genova
Bản mẫu:Richard Glatzer and Wash Westmoreland